# Mohamed Sbihi
Mohamed Karim Sbihi (Kingston upon Thames, 27 de marzo de 1988) es un deportista británico que compite en remo.
Participó en tres Juegos Olímpicos de Verano, obteniendo tres medallas, bronce en Londres 2012 (ocho con timonel), oro en Río de Janeiro 2016 (cuatro sin timonel) y bronce en Tokio 2020 (ocho con timonel).
Ganó ocho medallas en el Campeonato Mundial de Remo entre los años 2010 y 2019, y cinco medallas en el Campeonato Europeo de Remo entre los años 2014 y 2021.
Fue el abanderado del Reino Unido en la ceremonia de apertura de los Juegos de Tokio 2020.

## Palmarés internacional
| Juegos Olímpicos   | Juegos Olímpicos          | Juegos Olímpicos  | Juegos Olímpicos   |
| Año                | Lugar                     | Medalla           | Prueba             |
| ------------------ | ------------------------- | ----------------- | ------------------ |
| 2012               | Londres (Reino Unido)     | Medalla de bronce | Ocho con timonel   |
| 2016               | Río de Janeiro (Brasil)   | Medalla de oro    | Cuatro sin timonel |
| 2020               | Tokio (Japón)             | Medalla de bronce | Ocho con timonel   |
| Campeonato Mundial |                           |                   |                    |
| Año                | Lugar                     | Medalla           | Prueba             |
| 2010               | Cambridge (Nueva Zelanda) | Medalla de plata  | Ocho con timonel   |
| 2011               | Bled (Eslovenia)          | Medalla de plata  | Ocho con timonel   |
| 2013               | Chungju (Corea del Sur)   | Medalla de oro    | Ocho con timonel   |
| 2014               | Ámsterdam (Países Bajos)  | Medalla de oro    | Cuatro sin timonel |
| 2015               | Aiguebelette (Francia)    | Medalla de oro    | Ocho con timonel   |
| 2017               | Sarasota (Estados Unidos) | Medalla de bronce | Cuatro sin timonel |
| 2018               | Plovdiv (Bulgaria)        | Medalla de bronce | Ocho con timonel   |
| 2019               | Ottensheim (Austria)      | Medalla de bronce | Ocho con timonel   |
| Campeonato Europeo |                           |                   |                    |
| Año                | Lugar                     | Medalla           | Prueba             |
| 2014               | Belgrado (Serbia)         | Medalla de oro    | Cuatro sin timonel |
| 2015               | Poznań (Polonia)          | Medalla de plata  | Ocho con timonel   |
| 2016               | Brandeburgo (Alemania)    | Medalla de oro    | Cuatro sin timonel |
| 2019               | Lucerna (Suiza)           | Medalla de plata  | Ocho con timonel   |
| 2021               | Varese (Italia)           | Medalla de oro    | Ocho con timonel   |